# Pachyacantha crassiventris
Pachyacantha crassiventris är en tvåvingeart som beskrevs av Lindner 1952. Pachyacantha crassiventris ingår i släktet Pachyacantha och familjen vapenflugor. Inga underarter finns listade i Catalogue of Life.